# Universidad APEC
La Universidad APEC (Universidad Acción Pro Educación y Cultura) (UNAPEC) es una universidad privada de la República Dominicana, situada en Santo Domingo, capital del país.

## Historia
La Universidad APEC es la Institución primogénita de Acción Pro Educación y Cultura, constituida en 1964 cuando empresarios, comerciantes, profesionales y hombres de iglesia, deciden crear una entidad sin fines de lucro.
Las escuelas de Administración de Empresas, Secretariado Ejecutivo Español y Bilingüe, y Contabilidad, fueron las primeras en esta casa de estudios, fundadas en 1965. 
Para el año 1968 el gobierno le concede la personalidad jurídica que le capacita para el otorgamiento de títulos académicos superiores. Es desde ese momento que el Instituto alcanza la categoría de universidad. En un principio tuvo como nombre "Instituto de Estudios Superiores." El cambio de nombre al que lleva en la actualidad se realiza el 11 de agosto de 1983, lo cual fue autorizado el 29 de enero de 1985 por el gobierno dominicano. También es conocida como UNAPEC.
Es una institución focalizada a los negocios, tecnologías, y servicios omitiendo el área de humanidades (en la cual no tiene oferta académica).

## Facultades
- Área de Deportes
- Decanato de Artes y Comunicaciones
- Decanato de Ciencias Económicas y Empresariales
  - Escuela de Mercadeo
  - Escuela de Administración
  - Escuela de Contabilidad
- Decanato de Derecho
- Decanato de Estudios Generales
  - Departamento de Matemáticas
  - Departamento de Ciencias sociales
  - Departamento de Español
- Decanato de Ingeniería y Tecnología
  - Escuela de Informática
  - Escuela de Ingeniería
- Decanato de Turismo
- Escuela de Graduados
- Escuela de Idiomas

## Egresados Destacados
- Clarissa de la Rocha de Torres: Licenciado en Administración de Empresas; Vicegobernadora del Banco Central de la República Dominicana.